# 高岡市立高陵小学校
高岡市立高陵小学校（たかおかしりつ こうりょうしょうがっこう）は、富山県高岡市にある公立小学校。2022年創立。

## 概要

### 略歴
平成27年の「高岡市立学校規模適正化の基本計画」を経て、令和2年の「今後10年を見据えた高岡市における小中学校の配置について」に基づき高岡市立高陵中学校校区内の高岡市立定塚小学校と高岡市立平米小学校を統合することに取り組み、その一環で統合、高岡市立高陵小学校が開校した。

### 年表
- 2022年4月1日 - 高岡市立定塚小学校と高岡市立平米小学校との統合により開校

## 通学区域
- 高岡市
  - 定塚町、高陵町、中川町、中川上町、中川本町、中川栄町、中川園町、中川一丁目、東中川町、城東一丁目、城東二丁目、古城、明園町、古定塚、東下関、下関町、宮脇町通り、末広町一区、末広町二区、御旅屋町、大福院、桐木町、新横町、大仏町、定塚町一丁目、城北町、北定塚町、大手町、末広町〔ただし博労小学校区該当地番を除く〕、中央町、本町、本丸町、丸の内、平米町、御馬出町、守山町、木舟町、小馬出町、千木屋町、坂下町、源平町、三番町、一番町、堀上町、片原横町、片原町、高片原町、片原中島町、広小路〔ただし成美小学校区該当地番を除く〕、あわら町〔ただし成美小校区該当地番を除く〕

## 進学先中学校
- 高岡市立高陵中学校

## 校区内の主な施設
- 高岡市立高陵中学校
- 高岡大仏
- 山町筋
- 高岡御車山会館
- 高岡関野神社
- 中川熊野神社
- 高岡古城公園
- 高岡市役所
- 高岡市立博物館
- 高岡市美術館
- 富山県高岡文化ホール
- 富山県立高岡工芸高等学校
- 富山県立高岡高等学校
- 高岡龍谷高等学校
- 高岡駅
  - クルン高岡
- ホテルニューオータニ高岡
- ウイング・ウイング高岡
  - 富山県立志貴野高等学校
- 高岡警察署
- 高岡商工ビル

## 交通
- あいの風とやま鉄道線高岡駅より徒歩約10分（または700ｍ）